# Meet Nero Wolfe
Meet Nero Wolfe è un film del 1936 diretto da Herbert Biberman e tratto dal romanzo La traccia del serpente di Rex Stout. 
Si tratta della prima trasposizione cinematografica con protagonista il celebre detective Nero Wolfe, qui interpretato da Edward Arnold.

## Trama
Mentre sta giocando a golf al West Hills Golf Club di Westchester con alcuni amici, l'anziano professor Barstow muore apparentemente vittima di un infarto.
Maria Maringola si reca dal detective Nero Wolfe e gli offre 50 dollari per trovare suo fratello Carlo, scomparso misteriosamente alla vigilia della sua partenza per l'Italia. Wolfe accetta l'incarico e invia il suo assistente Archie Goodwin a indagare nell'appartamento dell'uomo. Archie torna da Wolfe con delle prove che suggeriscono che Carlo non verrà mai trovato vivo e che la sua morte è collegata alla morte del professor Barstow. Wolfe teorizza che Barstow sia stato ucciso da una mazza da golf che è stata trasformata da Carlo in un fucile ad aria compressa che ha spinto un ago avvelenato nel suo addome quando questi ha colpito la pallina. La sua teoria viene successivamente confermata dall'autopsia di Barstow e dalla scoperta del corpo di Carlo.
Maggiormente motivato da una ricompensa di 50.000 dollari offerti dalla vedova Barstow, Wolfe prosegue le sue indagini con l'aiuto del suo assistente, ma le dichiarazioni della figlia di Barstow, della vedova e del suo medico non aiutano a far progredire le indagini. Molto più utile è un pranzo con i quattro ragazzi che lavorano come caddy al Golf Club. Appreso da essi che la mazza da golf usata dal professor Barstow gli era stata prestata dal commerciante E.J. Kimball, Wolfe conclude che la vittima designata era Kimball e non Barstow.
Kimball respinge l'idea che la sua vita sia in pericolo finché non viene informato che la sua auto è stata distrutta e che il suo autista è morto, ucciso da un fer-de-lance, un serpente sudamericano molto velenoso. Le autopsie del professor Barstow e di Carlo Maringola rivelano che anche loro sono stati avvelenati dal veleno del serpente. Convinto che la sua vita sia in pericolo mortale, Kimball implora quindi l'aiuto di Wolfe.
Dopo che Kimball gli racconta del suo passato in Sud America, Wolfe conclude che almeno sei persone avevano ragione di desiderare la sua morte, e che la famiglia Barstow non è al di sopra di ogni sospetto. Wolfe assegna ad Archie il compito di trasferirsi da Kimball e suo figlio, per vegliare sul vecchio. Dopo una lunga partita a Monopoli sulla terrazza dei Kimball quella sera, mentre i tre uomini si alzano per andare a cena, vengono raggiunti da alcuni colpi di pistola.
Questo spinge Wolfe a convocare tutti i principali sospettati nella sua dimora e a farli passare lì la notte. Poi, grazie ad un brillante stratagemma, Wolfe porta l'assassino ad uscire allo scoperto. L'assassino si rivela essere Manuel Kimball, il quale confessa di aver pianificato di uccidere il padre per vendicarsi della morte della madre uccisa dall'uomo quando egli era solo un bambino.

## Produzione
In  Rex Stout: A Biography (1977), John McAleer riporta che "Quando la Columbia Pictures acquistò i diritti cinematografici de La traccia del serpente per 7.500 dollari e si assicurò l'opzione di acquistare i diritti di altre storie della serie, si pensò che il ruolo di protagonista sarebbe stato affidato a Walter Connolly. Invece lo ottenne Edward Arnold". L'idea della Columbia era infatti quella di tenere Arnold impegnato con film di Wolfe a basso costo tra un lungometraggio e l'altro. Due soli film di Nero Wolfe furono però realizzati dalla Columbia: Meet Nero Wolfe e The League of Frightened Men. Connolly interpretò Wolfe in quest'ultimo film dopo che Arnold decise di non riprendere il ruolo per non essere identificato nella mente del pubblico con quella parte.
Rex Stout riteneva che Lionel Stander, che interpreta Archie Goodwin in entrambi i film, non fosse una scelta azzeccata.